# MDK
MDK (англ. Midkine (neurite growth-promoting factor 2)) – білок, який кодується однойменним геном, розташованим у людей на короткому плечі 11-ї хромосоми. Довжина поліпептидного ланцюга білка становить 143 амінокислот, а молекулярна маса — 15 585.
| 10         |  | 20         |  | 30         |  | 40         |  | 50         |
| ---------- |  | ---------- |  | ---------- |  | ---------- |  | ---------- |
| MQHRGFLLLT |  | LLALLALTSA |  | VAKKKDKVKK |  | GGPGSECAEW |  | AWGPCTPSSK |
| DCGVGFREGT |  | CGAQTQRIRC |  | RVPCNWKKEF |  | GADCKYKFEN |  | WGACDGGTGT |
| KVRQGTLKKA |  | RYNAQCQETI |  | RVTKPCTPKT |  | KAKAKAKKGK |  | GKD        |

A: Аланін

C: Цистеїн

D: Аспарагінова кислота

E: Глутамінова кислота

F: Фенілаланін

G: Гліцин

H: Гістидин

I: Ізолейцин

K: Лізин

L: Лейцин

M: Метіонін

N: Аспарагін

P: Пролін

Q: Глутамін

R: Аргінін

S: Серин

T: Треонін

V: Валін

W: Триптофан

Кодований геном білок за функціями належить до факторів росту, мітогенів, білків розвитку. 
Задіяний у таких біологічних процесах, як диференціація клітин, альтернативний сплайсинг. 
Білок має сайт для зв'язування з молекулою гепарину. 
Секретований назовні.